# سان ماركو (كاستيلاباتي)

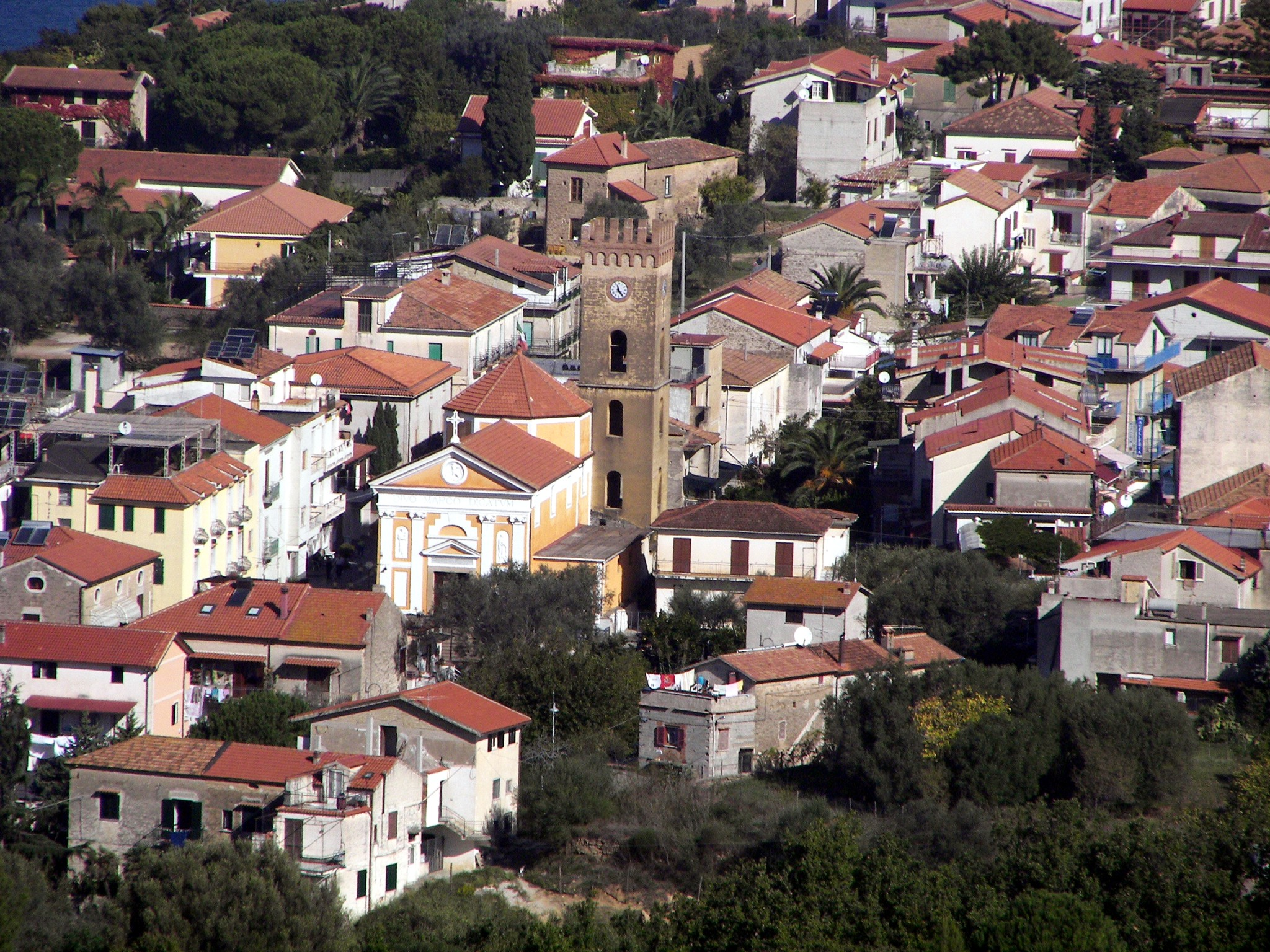
مركز القرية مع كنيسة القديس مرقس

سان ماركو هي بلدة (فراتسيوني) في جنوب إيطاليا في كومونا كاستيلاباتي في مقاطعة ساليرنو في منطقة كامبانيا. بلغ عدد سكانها  1139 نسمة في عام 2009.

## التاريخ
تم الاستقرار في القرية العصر الحجري القديم، وكانت سان ماركو موقع البلدة الرومانية القديمة إركوليا (Erculia). أول ذكر معروف للقرية كان في 1168، حيث عرفت باسم مزرعة سانكتي مارتشي، وكانت جزءا من بارونية  كاستيلو ديلاباتي. امتد المستوطنة الأصلية خلف الميناء الحالي، وتوسعت نحو نهاية القرن ال20 إلى الداخل، نظرا لنمو السياحية فيها.

## الجغرافيا
تقع سان مارمو في المنطقة الشمالية الوسطى من تشيلنتو على البحر التيراني، وتمتد من الطريق الوطني 267 في منطقة توريتا، إلى ساحل القريب من حديقة ليكوزا. لها الحدود مع الفراتسيوني المجاورة، سانتا ماريا وتبعد 4 كم عن كاستيلاباتي و15 عن أغروبولي و6 عن كاسي ديل كونتي و11,5 غن أنيوني تشيلنتو و18 غن أتشارولي. تعد ميناءا قوارب هايدروفويل لنقل الركاب.

## وسائل الإعلام
مرحبا بكم في الجنوب (Benvenuti al Sud) هو إنتاج إيطالي للفيلم الفرنسي مرحبا بكم في أرض الشتيين (2008) تم تصويره في كاستيلاباتي وجزئيا في سانتا ماريا وسان ماركو.

## معرض

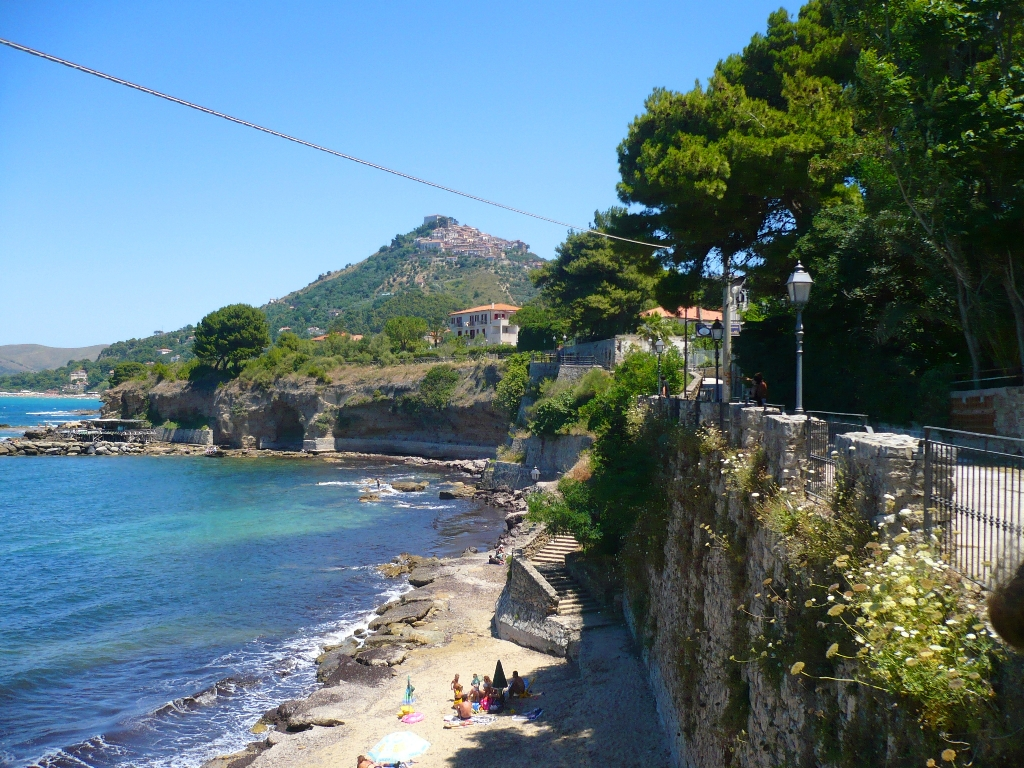
ممشى قريب الرومانية القديمة مقبرة
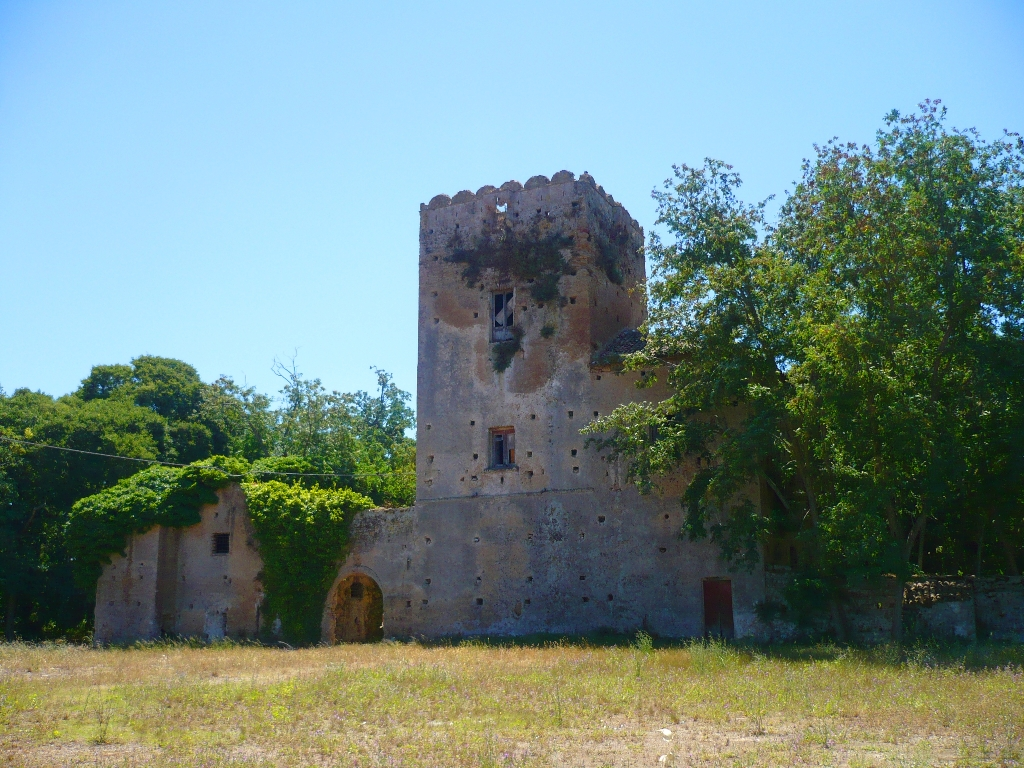
البرج القديم من Torretta
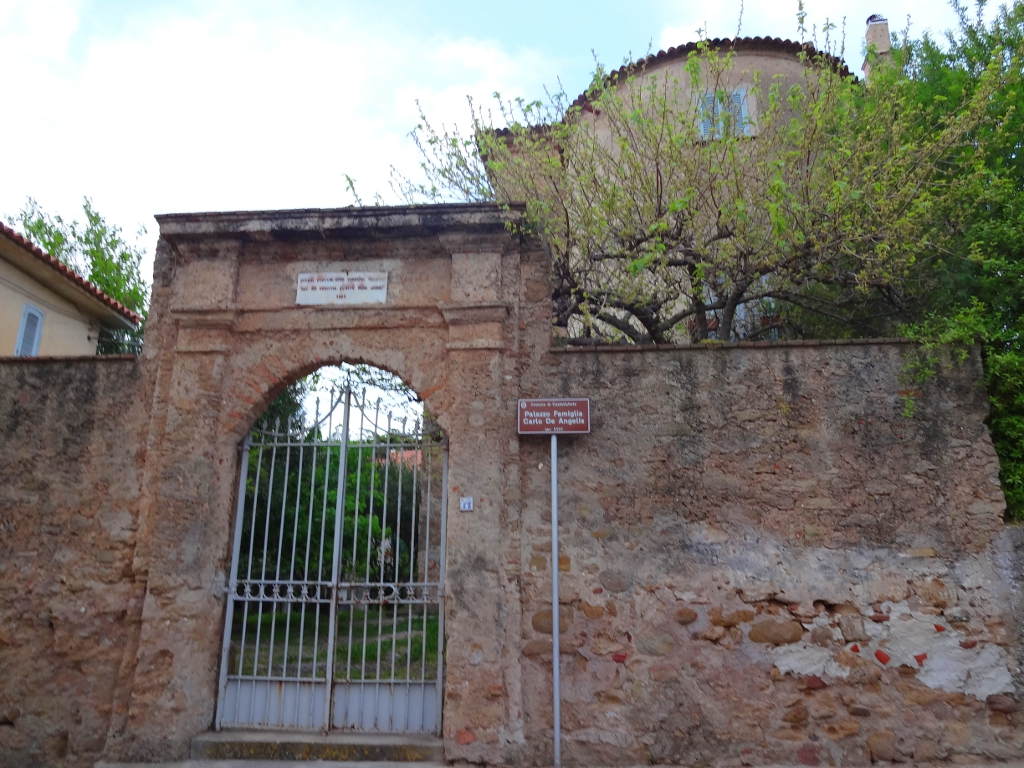
دي انجيليس القصر